# Nat Shilkret

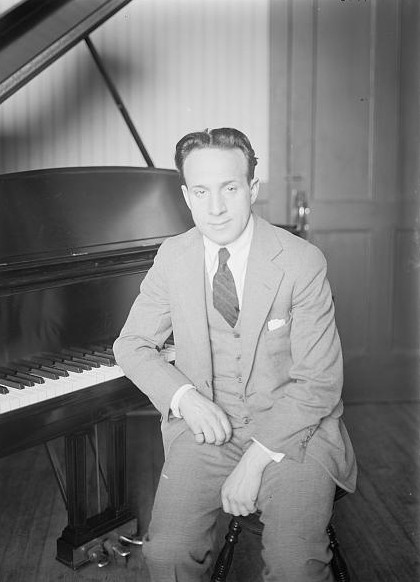
Nat Shilkret (1889-1982).

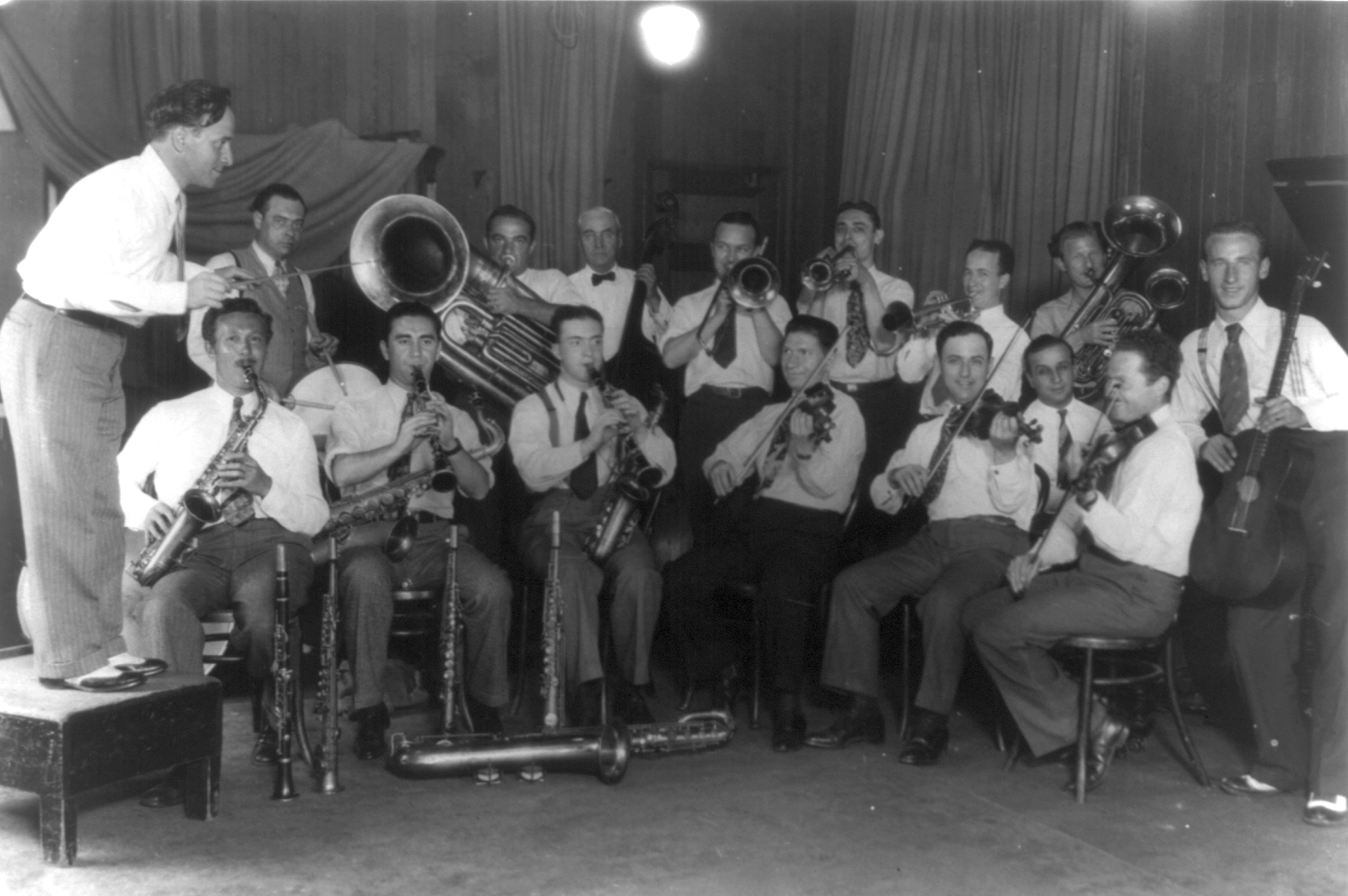
Nat Shilkret dirigerande en grupp inkluderande bland annat hans båda bröder Harry (trumpet) och Jack (piano).

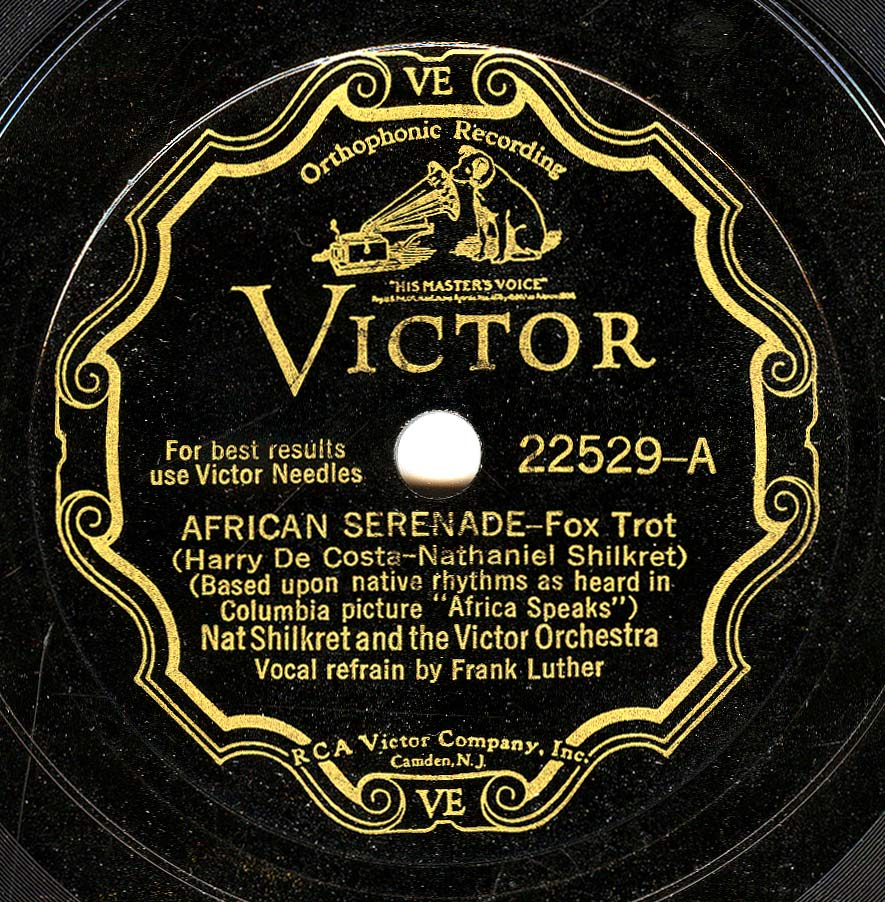
Etiketten till Nat Shilkrets inspelning av den egna kompositionen African Serenade från 1930.

Nat Shilkret (egentligen Nathaniel Schüldkraut), född 25 december 1889 (vissa källor angiver dock 1895) i New York, död 18 februari 1982 i Long Island, New York , var en amerikansk orkesterledare, kompositör och skivbolagsman.
Shilkret var en musikalisk multibegåvning som spelade såväl klarinett som fiol och piano. Han påbörjade sin musikaliska utbildning vid fem års ålder och blev redan som tonåring klarinettist i New Yorks ryska symfoniorkester. Han spelade även med New York Philharmonic Orchestra, orkestern på Metropolitan Opera och med marschkungen John Philip Sousa.
1915 (enligt vissa uppgifter 1919) blev Shilkret "director of light music" på det stora skivbolaget Victor, en position som han skulle upprätthålla till 1935. Hans musikaliska produktivitet på skiva under denna period var enorm även om det skulle dröja till 1926 innan skivköparna fick se hans namn på en skivetikett. Innan dess (och även i viss mån fortsättningsvis) hade de olika studioensembler Shilkret ledde givits ut under olika anonyma namn som "Victor Concert Orchestra", "Victor Salon Orchestra", "International Novelty Orchestra", "The Troubadours" och "The Virginians". Därtill dirigerade han mindre grupper som ackompanjerade många av skivbolagets populära vokalister såsom Gene Austin, Johnny Marvin, Helen Kane och Vaughn De Leath.
Som antyds av dessa olika namn spände Shilkrets inspelningar över ett brett musikaliskt fält vilket omfattade i princip allt från opera och kammarmusik till komiska nummer, schlager och renodlad jazz. De sistnämnda genrerna dominerade på de inspelningar som gavs ut under Shilkrets eget namn (som "Nat Shikret and the Victor Orchestra") samt under namnet "All Star Orchestra". Detta hindrade dock inte att Shilkret i stor utsträckning arbetade med samma kärna av musiker. Till dessa hörde trumpetarna Del Staigers och Mike Mosiello, trombonisten Chuck Campbell, multiinstrumentalisten Andy Sannella, pianisten Milt Rettenberg och violinisten Murray Kellner. 
Många av Shilkrets skivinspelningar blev stora försäljningsframgångar med Hallelujah (1927), The Sidewalks Of New York och Jeannine, I Dream Of Lilac Time (båda 1928, den senare komponerad av Shilkret själv i samarbete med L. Wolfe Gilbert), Chant Of The Jungle (1929) samt Dancing With Tears In My Eyes (1930) som några av de främsta storsäljarna (varvid dock skall beaktas att nästan all skivförsälningsstatistik från 1920-talet är tämligen otillförlitlig). Till Shilkrets största framgångar som kompositör hör också The Lonesome Road (1927), vilken han komponerade i samarbete med sångaren Gene Austin, som också fick en storsäljare med sin insjungning av melodin. Den har senare sjungits och spelats in av mer än hundra olika artister.
Shilkret komponerade även symfonisk musik som tonpoemet Skyward (1929), en trombonkonsert för Tommy Dorsey (1945), violinstycket Southern Humoresque, en klarinettkvintett med mera.
Under senare hälften av 30-talet förflyttade Shilkret sin verksamhet från Victor i New York till filmens värld i Hollywood, där han fram till början av 1950-talet arrangerade eller dirigerade musiken i ett trettiotal långfilmer och komponerade musik till ytterligare lika många. Bland annat dirigerade han musiken till ett par filmer med Fred Astaire och komponerade till några av Helan och Halvans senare filmer. 
Shilkrets självbiografi Nathaniel Shilkret: Sixty Years In The Music Business utkom postumt 2005 på Scarecrow Press (ISBN 0-8108-5128-8). Hans inspelning av George Gershwins An American In Paris från 1929 (med kompositören själv vid pianot) erhöll 1997 en Grammy Hall of Fame Award.